# 邢善萍
邢善萍（1968年4月—），女，汉族，安徽和县人。中华人民共和国政治人物。南京大学哲学系毕业，中央党校世界经济专业在职研究生学历，哲学学士。现任中共陕西省委副书记。中共第二十届中央候补委员。

## 生平
邢善萍1990年8月参加工作，1993年7月加入中国共产党。先后在济南市规划局办公室、组织人事处工作。1999年6月起，历任济南市规划局团委副书记，市规划局办公室副主任、团委副书记，市规划局办公室副主任、团委书记，市规划局办公室主任、团委书记，中共济南市历下区委常委、组织部部长等职务。
2004年9月，任山东省委高校工委副书记。2011年10月，任山东农业大学党委书记。2015年5月，任山东省妇联主席、党组书记。2017年6月，任中共山东省委常委、统战部部长。2018年1月，当选第十三届全国政协委员。
2019年1月，调任中共福建省委常委、统战部部长。2020年2月，任省政协党组副书记。2020年3月底，兼任省委宣传部部长。2021年10月，兼任省委组织部部长和福建行政学院院长。
2022年10月，当选为中国共产党第二十届中央委员会候补委员。
2024年5月，任中共陕西省委副书记。